# Белогорский (деревня, Башкортостан)
Белого́рский (баш. Белогорский) — деревня в Бишкаинском сельсовете Аургазинского района Республики Башкортостан России.
С 2005 современный статус.

## История
Название — калька назв. г. Белая гора (Актау).
Статус деревня, сельского населённого пункта, посёлок получил согласно Закону Республики Башкортостан от 20 июля 2005 года N 211-з «О внесении изменений в административно-территориальное устройство Республики Башкортостан в связи с образованием, объединением, упразднением и изменением статуса населенных пунктов, переносом административных центров», ст.1:

6. Изменить статус следующих населенных пунктов, установив тип поселения — деревня:

5) в Аургазинском районе:…

и) поселка Белогорский Бишкаинского сельсовета

## География
Расстояние до:
- районного центра (Толбазы): 25 км,
- центра сельсовета (Бишкаин): 5 км,
- ближайшей железнодорожной станции (Белое Озеро): 9 км.

## Население
| 2002 | 2009 | 2010 |
| ---- | ---- | ---- |
| 33   | ↘13  | ↗15  |

Национальный состав
Согласно переписи 2002 года, преобладающая национальность — чуваши (100 %).